# روبرت فينس
روبرت فينس هو كاتب سيناريو ومخرج كندي، ولد في 8 يوليو 1969 في فانكوفر في كندا.

## وصلات خارجية
- روبرت فينس على موقع IMDb (الإنجليزية)
- روبرت فينس على موقع ميتاكريتيك (الإنجليزية)
- روبرت فينس على موقع روتن توميتوز (الإنجليزية)
- روبرت فينس على موقع ألو سيني (الفرنسية)
- روبرت فينس على موقع تيرنر كلاسيك موفيز (الإنجليزية)
- روبرت فينس على موقع أول موفي (الإنجليزية)
- روبرت فينس على موقع قاعدة بيانات الأفلام السويدية (السويدية)
- روبرت فينس على موقع قاعدة بيانات الفيلم (الإنجليزية)
- روبرت فينس على موقع كينوبويسك (الروسية)